# توماس بي. سيلفر
توماس بي. سيلفر (بالإنجليزية: Thomas B. Silver)‏ هو مؤرخ أمريكي، ولد في 1947، وتوفي في 26 ديسمبر 2001.